# ФК Жељезница
Фудбалски клуб Жељезница је фудбалски клуб из Трнова у Источном Сарајеву који се такмичи у оквиру Друге лиге Републике Српске група Исток.

## Историја
Жељезница је основана 1971. године у СФРЈ. Од оснивања до распада Југославије такмичила се у Међуопштинској и Општинској лиги регије Сарајево. Клуб је 1994. и 1995. играо на терену у Палама, а у сезони 1995/96. је освојио 5. мјесто у Другој лиги Републике Српске група Српско Сарајево. Након рат клуб се враћа у Трново гдје и данас игра. Жељезница је остала у Другој лиги Републике Српске до краја сезоне 1999/00. у коју се поново вратила у сезони 2006/07.

## Досадашњи успјеси
- Друга лига Републике Српске у фудбалу — Исток 2010/11. (13. мјесто)
- Регионална лига Републике Српске у фудбалу — Југ 2009/10. (1. мјесто)
- Регионална лига Републике Српске у фудбалу — Југ 2008/09. (6. мјесто)
- Друга лига Републике Српске у фудбалу — Југ 2007/08. (14. мјесто)
- Друга лига Републике Српске у фудбалу — Југ 2006/07. (10. мјесто)
- Регионална лига Републике Српске у фудбалу — Југ 2005/06. (1. мјесто)
- Регионална лига Републике Српске у фудбалу — Југ 2004/05. (2. мјесто)
- Регионална лига Републике Српске у фудбалу — Југ 2003/04. (2. мјесто)
- Регионална лига Републике Српске у фудбалу — Југ 2002/03. (2. мјесто)
- Регионална лига Републике Српске у фудбалу — Српско Сарајево 2001/02. (4. мјесто)
- Регионална лига Републике Српске у фудбалу — Српско Сарајево 2000/01. (4. мјесто)
- Друга лига Републике Српске у фудбалу — Југ 1999/00. (9. мјесто)
- Друга лига Републике Српске у фудбалу — Југ 1998/99. (12. мјесто)
- Друга лига Републике Српске у фудбалу — Српско Сарајево 1997/98. (10. мјесто)
- Друга лига Републике Српске у фудбалу — Српско Сарајево 1996/97. (7. мјесто)
- Друга лига Републике Српске у фудбалу — Српско Сарајево 1995/96. (5. мјесто)